# Alliansen för Österrikes framtid
Alliansen för Österrikes framtid (tyska: Bündnis Zukunft Österreich, BZÖ) är ett högerpopulistiskt och ekonomisk liberalt politiskt parti i Österrike. Partiet bildades 2005 av Jörg Haider och andra utbrytare ur Frihetspartiet (FPÖ). Nuvarande partiledare är Helmut Nikel.
BZÖ driver bland annat frågor om att återinföra gränskontrollerna som togs bort i och med Schengensamarbetet och att utländska medborgare som begår brott ska få avtjäna sina straff i sina hemländer. BZÖ förespråkar privatiseringen av den statliga järnvägen ÖBB och det statliga TV- och radiobolaget ORF.

## Historia
BZÖ bildades 2005 av Jörg Haider och andra utbrytare ur Frihetspartiet (FPÖ) som då ingick i en koalitionsregering med det kristdemokratiska Österrikiska folkpartiet (ÖVP). Fram till nationalrådsvalet i oktober 2006 bestod regeringen sedan av en koalition av ÖVP och BZÖ.   
I Europaparlamentsvalet 2009 fick BZÖ 4,6 procent av rösterna men inget mandat. Först efter att Österrikes antal Europaparlamentariker utökades till följd av Lissabonfördragets ikraftträdande den 1 december 2009 fick BZÖ 1 mandat.
I valet till nationalrådet i september 2013 hamnade partiet på 3,5 procent och åkte därmed ut ur nationalrådet. Som följd avgick Josef Bucher som BZÖ:s partiledare och Gerald Grosz utsågs till hans efterträdare. Ewald Stadler som vid den tidpunkten hade varit BZÖ:s enda ledamot i Europaparlamentet uteslöts ur partiet på grund av kritik mot partistyrelsen. Han grundade sedan ett nytt parti, Reformkonservativerna (tyska: Die Reformkonservativen, REKOS), inför Europaparlamentsvalet 2014.
Trots motgången i nationalrådsvalet 2013 bekräftade BZÖ i januari 2014 att ställa upp i Europaparlamentsvalet i maj samma år. Den 25 februari meddelade BZÖ att Ulrike Haider-Quercia, som är partigrundaren Jörg Haiders dotter, hade utsetts till partiets toppkandidat. Hon drog dock tillbaka sin kandidatur den 8 april eftersom hon ansåg att BZÖ:s (högerpopulistiska) rykte skadar henne och hennes familj. Därpå utsågs den sittande Europaparlamentarikern Angelika Werthmann som i valet 2009 kandiderade för Hans-Peter Martins lista till partiets första namn. I samband med sin kandidatur för BZÖ uteslöts Werthmann från den liberala ALDE-gruppen i Europaparlamentet. BZÖ misslyckades med att ta ett mandat i valet och fick endast 0,5 procent av rösterna.
Efter det svåra bakslaget i Europaparlamentsvalet lanserade partiledaren Grosz en undersökning bland partiets 7 000 medlemmar för att ta reda på vilken politik partiet ska stå för i framtiden. Sammantaget var opinionen sådan att partiet ska positionera sig lite höger ut från mitten i det politiska spektrumet. I november 2014 antog BZÖ ett nytt partiprogram där det slogs bland andra fast att asylsökande bör arbeta ideellt, ett "nej" till att gå med i Nato och privatisering av vattenförsörjning, en platt skatt på 25 procent och ett hårdare djurskydd. I mars 2015 blev Johanna Trodt-Limpl ny partiledare. Hon efterträddes av Helmut Nikel i juni 2017.

## Valresultat
| Val  | Andel        | Mandat   | Ref    |
| ---- | ------------ | -------- | ------ |
| 2006 | 4,1 procent  | 7 / 183  | [ 14 ] |
| 2008 | 10,7 procent | 21 / 183 | [ 15 ] |
| 2013 | 3,5 procent  | 0 / 183  | [ 16 ] |
| 2017 | deltog ej    | 0 / 183  | [ 17 ] |
| 2019 | 0,0 procent  | 0 / 183  | [ 18 ] |

| Val  | Andel       | Mandat | Ref    |
| ---- | ----------- | ------ | ------ |
| 2009 | 4,6 procent | 0 / 17 | [ 19 ] |
| 2014 | 0,5 procent | 0 / 18 | [ 20 ] |
| 2019 | deltog ej   | 0 / 18 | [ 21 ] |

## Partiledare
- 2005–2006: Jörg Haider
- 2006–2008: Peter Westenthaler
- 2008–2008: Jörg Haider
- 2008–2008: Stefan Petzner
- 2008–2009: Herbert Scheibner
- 2009–2013: Josef Bucher
- 2013–2015: Gerald Grosz
- 2015-2017: Johanna Trodt-Limpl
- sedan 2017: Helmut Nikel